# Nippo
Nihonken Hozonkai (яп. 日本犬保存会 нихонкэн ходзонкай, Ассоциация по сохранению японской собаки), сокращённо Nippo (также «Клуб по защите и сохранению японских пород собак», «Общество по сохранению аборигенных японских пород») — японская кинологическая организация, ведущая регистр шести коренных японских пород собак: акита, хоккайдо, каи, кисю, сикоку, сиба. Nippo является разработчиком стандарта для этих пород. Под эгидой Nippo проводятся специализированные выставки собак. Организация имеет представительства в разных странах мира.

## История
Nippo основана в 1928 году группой энтузиастов-кинологов, занимавшихся изучением собак японских пород. Одним из основателей и первым президентом организации был доктор Хирокити Сайто. Исследователи разыскивали сохранившиеся экземпляры древних пород в труднодоступных регионах, разрабатывали и осуществляли мероприятия по сохранению и восстановлению этих пород. Деятельность ассоциации направлена на сохранение коренных японских собак в состоянии как можно более близком к их примитивной природе. Nippo была первой организацией, принявшей на себя работу по сохранению и стандартизации японских собак, и со временем почти для каждой из пород были созданы свои организации.
В 1937 году организация официально признана Министерством культуры Японии и с этого времени играет ведущую роль в руководстве разведением и сохранением японских собак.
C 1932 года организация издаёт журнал Nihonken («Японская собака»). В 1934 году разработан первый стандарт японской собаки.
По данным 1992 года в ассоциации состояли 16 тысяч членов. Ежегодно Nippo регистрировала около 60 тысяч собак. Общее число собак, зарегистрированных Nippo с начала деятельности по 2012 год, составило 2277 тысяч.
Ассоциация имеет пятьдесят региональных отделений в Японии. В ряде стран созданы общественные организации, признающие себя представителями Nippo в своих странах и организующие работу с японскими породами по стандарту Nippo.

## Японские породы собак
Собаки в Японии появились вместе с первыми людьми, населившими острова — айнами. Древние собаки были довольно мелкими и лишь их более крупные потомки, появившиеся в результате гибридизации с местными волками, использовались людьми для охоты и охраны. Во второй половине XIX века, когда закончилась политика самоизоляции Японии и туда был разрешён въезд европейцам и американцам, завезённые ими собаки европейских пород почти полностью вытеснили коренных собак. Однако в труднодоступных районах сохранились изолированные популяции чистокровных японских собак. Работа по сохранению и восстановлению японских собак базировалась на этом поголовье.
Nippo ведёт регистры и выдаёт родословные шести пород собак. Три из них — сиба, кисю и сикоку — регистрируются почти исключительно в Nippo. Собаки остальных пород нередко регистрируются в других кинологических организациях, занимающихся их сохранением. К исконно японским собакам относилась и порода косино-ину, чей последний чистопородный экземпляр в Японии умер в 1971 году. До исчезновения регистр этой породы вёлся в Nippo. Породы, выведенные в Японии на основе импортированных собак, в Nippo не регистрируются. В Японии существуют и другие породы собак того типа, который описан в стандарте Nippo, они очень малочисленны, программы их сохранения начаты недавно и под эгиду Nippo пока не попали.
| Порода                               | Порода                            | Оригинальное и другие названия                                                                   | Происхождение | Особенности |
| Японские породы, признанные Nippo    | Японские породы, признанные Nippo | Японские породы, признанные Nippo                                                                | Японские породы, признанные Nippo | Японские породы, признанные Nippo |
| ------------------------------------ | --------------------------------- | ------------------------------------------------------------------------------------------------ | --- | --- |
| Акита                                |                                   | яп. 秋田犬 Большая японская собака Акита-ину Одате-ину Кадзуно-ину Матаги-кэн                    | 2-е тысячелетие до н. э. о. Хонсю, префектура Акита, окрестности Одате и Кадзуно | Использовалась в охоте на медведя, горного козла и другую крупную дичь. Распространена во всём мире. |
| Сиба                                 |                                   | яп. 柴犬 Малая японская собака Сиба-ину Сиба-кэн                                                 | III век до н. э. о. Хонсю, префектуры Нагано, Гифу, регион Санъин | Использовалась в охоте на птицу и мелкую дичь; собака-компаньон. Порода очень популярна во всём мире. |
| Кисю                                 |                                   | яп. 紀州犬 Кисю-ину Кисю-кэн Кумано-ину Тайдзи-ину Оутияма-ину Хидака-кэй                        | о. Хонсю, горный район полуострова Кии: префектуры Миэ, Нара и Вакаяма | Использовалась в охоте на кабана, оленя, кролика и другую некрупную дичь. Порода популярна в Японии в качестве охотничьей, но всё ещё довольно редка.                                                      |
| Сикоку                               |                                   | яп. 四国犬 Сикоку-кэн Коти-ину Тоса (устаревшее)                                                 | о. Сикоку, префектура Коти | Использовалась на охоте в горной и холмистой местности, главным образом на кабана. Самая редкая и самая примитивная из японских собак.                                                                     |
| Каи                                  |                                   | яп. 甲斐犬 Каи-кэн Тора-ину Кай-тора                                                             | о. Хонсю, префектура Яманаси (бывш. Каи), регион Накакома, посёлок Асиясу | Использовалась преимущественно для охоты на кабана и оленя. Встречается достаточно редко. |
| Хоккайдо                             |                                   | яп. 北海道犬 Хоккайдо-ину Айну-ину                                                               | о. Хоккайдо, округа Исикари (округ) и Хидака | Использовалась для охоты на медведя и другого крупного зверя. |
| Коси-но                              |                                   | яп. 越の犬 Косино-ину                                                                            | о. Хонсю, префектуры Фукуи, Тояма, Исикава | Использовалась для охоты на медведя, кабана, оленя. Порода исчезла в 70-е годы XX века. |
| Японские породы, не признанные Nippo |                                   |                                                                                                  | | |
| Японский шпиц                        |                                   | яп. 日本スピッツ Нихон-супитцу                                                                   | Выведен в 1920—1930-х годах на основе больших и малых немецких шпицев. | Компаньон, комнатно-декоративная собака. |
| Японский хин                         |                                   | яп. 狆 Хин Японский спаниель                                                                     | Происходит от хинов, ввезённых во время правления императора Сёму с Корейского полуострова.                                                                                            | Компаньон, комнатно-декоративная собака. |
| Японский терьер                      |                                   | яп. 日本 テリア Nihon Teria Микадо-терьер Японский фокстерьер Кобе-терьер Короткошёрстный терьер | Порода сформирована в 1900-20-х годах на базе потомков собак, завезённых в XVII веке голландскими и английскими моряками, с прилитием крови фокстерьера, манчестер-терьера и левретки. | Собака-компаньон. Встречается редко даже в Японии. |
| Тоса                                 |                                   | яп. 土佐 Тоса-ину Тоса-кэн Японский мастиф Бойцовая собака Тоса                                  | Выведена в XIX веке в провинции Тоса на о. Сикоку на базе сикоку-ина с прилитием крови бульдога, мастифа, бультерьера, немецкой легавой.                                               | Бойцовая собака. |
| Рюкю                                 |                                   | яп. 琉球犬 Рюкю-ину Рюкю-кэн                                                                     | о. Окинава, регион Ямбару, о. Исигаки. Местная порода, сформировавшаяся из одичавших собак.                                                                                            | Среднего размера, используется в охоте на кабана. Охраняется правительством префектуры Окинава с 1995 года.                                                                                                |
| Дзёмон-сиба                          |                                   | яп. 縄文柴犬                                                                                     | Выведена в XX веке на основе разновидностей сиба-ину. | Небольшого размера, используется в охоте. |
| Микава                               |                                   | яп. 三河犬 Микава-ину                                                                            | о. Сикоку, префектура Токусима. Выведена с участием короткошёрстной разновидности китайских чау-чау.                                                                                   | Использовалась для охоты на крупного зверя. Порода была признана японским кеннел-клубом, но признание было отменено, когда стало известно смешанное происхождение породы. Находится на грани исчезновения. |
| Сацума                               |                                   | яп. 薩摩犬 Сацума-ину                                                                            | о. Кюсю, префектура Кагосима. | Использовалась для охоты на кабана. Древняя порода, практически исчезнувшая. Общество по сохранению породы создано в 2005 году.                                                                            |

Примечания к таблице
1. ↑  Japanese dogs, 2003, p. 41—42.
2. ↑  Japanese dogs, 2003, p. 44.
3. ↑  Japanese dogs, 2003, p. 48.
4. ↑  Japanese dogs, 2003, p. 49.
5. ↑  Japanese dogs, 2003, p. 50.
6. ↑  越の犬 (яп.). Администрация префектуры Фукуи. Дата обращения: 4 ноября 2016. Архивировано 2 апреля 2016 года.
7. ↑  Japanese dogs, 2003, p. 51.
8. ↑  Japanese dogs, 2003, p. 52.
9. ↑  Japanese dogs, 2003, p. 53.
10. ↑  Japanese dogs, 2003, p. 54.
11. 1 2 3  Japanese dogs, 2003, p. 66.
12. ↑  Japanese dogs, 2003, p. 70—71.
13. ↑  Japanese dogs, 2003, p. 72—73.

По представлению Nippo правительство Японии в 1930-х годах признало коренные породы национальным достоянием Японии. Статус охраняемого вида породе акита-ину предоставлен в 1931 году. В 1934 году статус получили породы кисю, кай и исчезнувшая порода коcино-ину. Породе сиба-ину охранный статус присвоен в 1936, а породам сикоку и хоккайдо — в 1937 году.

## Стандарт японской собаки
Одной из основных задач Nippo была разработка стандарта японской собаки. В основу стандарта положили описание пород кисю и сикоку. Первый стандарт японской собаки был разработан в 1934 году. Стандарт общий для всех японских собак, признанных Nippo, описывает общие для всех признанных собак признаки, но не уделяет внимания различиям. Породы подразделяются на три класса по размеру (высоте собаки в холке): крупные (акита: кобели 64—70 см, суки 58—64 см), средние (кисю, сикоку, хоккайдо, каи: кобели 49—55 см, суки 46—52 см) и мелкие (сиба: кобели 38—41 см, суки 35—38 см). В стандарте описаны характерные черты и качества японских собак, а также философские идеи по поводу их разведения. Утверждают, что японские заводчики перечитывают стандарт как литературное произведение.
Важнейшими качествами японской собаки стандарт называет: энергичное спокойствие (яп. 悍威 канъи), представляющее собой сочетание отваги и сдержанности; хороший характер (яп. 良性 рё:сэй), выражающийся в лояльности к человеку и послушании; безыскусность (яп. 素朴 собоку), то есть готовность к немедленному действию. Эти черты непременно должны присутствовать в темпераменте и индивидуальном характере собаки. Крупным собакам присуще хладнокровие, мелким и средним — проворность и ловкость.
Японские собаки имеют чётко выраженный половой диморфизм, или признаки пола (яп. 性懲感 сэйтё:кан): кобели должны быть мужественными, а суки — женственными. Корпус собаки компактный, хорошо сбалансированный, индекс растянутости 110 %, суки могут быть чуть длиннее. Мускулатура и связки хорошо развиты.
Голова японской собаки широкая, скулы выражены. Уши в форме неравностороннего треугольника, пропорционального размера, крепко стоячие, направлены вперёд. Внутренняя сторона уха прямая, внешняя слегка закруглена. Глаза почти треугольной формы, внешний уголок глаза слегка приподнят, посажены достаточно глубоко, взгляд волевой. Радужная оболочка тёмно-коричневая, чёрный и слишком светлый цвет глаз считается недостатком. Мочка носа чёрная, у белых собак — тёмно-коричневая. Морда хорошо заполненная, достаточно объёмная. Спинка носа прямая, переход ото лба к морде умеренно выражен, не слишком крутой и не сглаженный. Линия губ ровная, подтянутая. Пятна на языке считаются недостатком. Шея сильная, без свободной кожи. Постав конечностей ровный, лапа хорошо собрана. Грудь достаточно глубокая, овальна. Спина прямая, крепкая, ровная в движении. Хвост умеренной толщины, достаточно мощный, согнут в кольцо или серпом над спиной собаки (серповидный хвост не допускается у акиты).
Шерсть двойная. Остевой и покровный волос жёсткий и прямой, имеет яркую окраску. Подшёрсток толстый, плотный, пушистый, белого цвета. Стандарт предусматривает пять вариантов окраса японских собак: зонарный («кунжутный», или «сезамовый»), рыжий, чёрный, тигровый и белый. Преобладающие окраски в разных породах разнятся: сибы в основном рыжие, кисю — белые, сикоку — кунжутные
Стандарт Nippo лёг в основу стандартов японских пород, принятых другими кинологическими организациями. На базе стандарта Nippo разработаны и стандарты Японского кеннел-клуба, принятые Международной кинологической федерацией (FCI). Для точного и единообразного понимания того, какой должна быть японская собака, и повышения качества поголовья кинологи Японии читают лекции в Америке и Европе, участвуют в выставках собак в качестве судей.

## Выставки собак Nippo
Первая национальная выставка собак Nippo состоялась 6 ноября 1936 года в Токио, в ней участвовали 81 собака. В связи с войной с 1944 года выставки не проводились. Первая послевоенная всеяпонская выставка состоялась в 1949 году.
Каждое из пятидесяти отделений Nippo в Японии весной и осенью проводят региональные выставки японских собак. Собаки, получившие оценку «отлично» (яп. 優良 ю:рё:) на региональной выставке в течение года, получают право принять участие в ежегодной национальной выставке, которая проходит в ноябре. Всеяпонская выставка Nippo — это грандиозное шоу, продолжается два дня и представляет около тысячи собак. Победители выставки получают престижные призы, учреждённые премьер-министром Японии, Министерством культуры и науки, Агентством по делам культуры.
| Выставочный класс                 | Возрастные ограничения для пород | Возрастные ограничения для пород      | Возрастные ограничения для пород |
| Выставочный класс                 | Мелкие (сиба)                    | Средние (кисю, сикоку, каи, хоккайдо) | Крупные (акита)                  |
| --------------------------------- | -------------------------------- | ------------------------------------- | -------------------------------- |
| Бэби (яп. Yojiken)                | до 4 месяцев                     | до 5 месяцев                          | до 6 месяцев                     |
| Щенки (яп. Yoken)                 | 4—6 месяцев                      | 5—7 месяцев                           | 6—9 месяцев                      |
| Молодые собаки 1 (яп. Waka inu 1) | 7—11 месяцев                     | 8—13 месяцев                          | 10—15 месяцев                    |
| Молодые собаки 2 (яп. Waka inu 1) | от 1 года до 1 года 6 мес.       | от 1 года 2 мес. до 1 года 10 мес.    | от 1 года 4 мес. до 2 лет        |
| Взрослые собаки (яп. Soken)       | от 1 года 6 мес. до 2 лет 6 мес. | от 1 года 10 мес. до 2 лет 10 мес.    | от 2 до 3 лет                    |
| Сеньоры (яп. Seiken)              | от 2 лет 6 мес.                  | от 2 лет 10 мес.                      | от 3 лет                         |

## Комментарии
1. ↑  В кинологии под примитивной понимается такая порода, которая сформировалась главным образом под влиянием естественного отбора, при минимальном участии человека. Такие условия свойственны собакам, живущим с изолированными племенами или в труднодоступных регионах[3].
2. ↑  Собаки пород хоккайдо и каи, хоть и относятся к средним, имеют меньший рост и приближаются по размеру к мелким. Особенность стандарта Nippo, предписывающая этим породам более высокий рост, стала основной причиной того, что значительная часть поголовья хоккайдо и каи регистрируется в других кинологических организациях[10].